# Stanisław Chomski
Stanisław Chomski (ur. 13 kwietnia 1957 w Gorzowie Wielkopolskim) – polski żużlowiec i trener sportu żużlowego.

## Życiorys
Wychowanek Stali Gorzów Wielkopolski. Licencję żużlową zdobył w sierpniu 1974 roku. W rozgrywkach ligowych zadebiutował 11 września 1975 roku w meczu wyjazdowym przeciwko Włókniarzowi Częstochowa. Reprezentował gorzowski klub w latach 1974–1979 i wywalczył z nim trzy złote (1975, 1976, 1977) i jeden srebrny (1979) medal drużynowych mistrzostw Polski.
Po zakończeniu czynnej kariery od 1980 roku zajął się pracą trenerską, początkowo u boku Ryszarda Nieścieruka w GKM Grudziądz. Po kilku latach prowadzenia szkółki w Gorzowie Wielkopolskim i asystowania u boku Edwarda Jancarza – w 1988 roku objął funkcję pierwszego trenera „Stali” (lata 1988–1995 i 1999–2009). Wywalczył z gorzowskim klubem 2 srebrne medale (1992, 1997) i 2 brązowe (1987, 2000) drużynowych mistrzostw Polski. W sezonach 1996–1998 trenował Polonię Piła, a w latach 2010–2014 był szkoleniowcem Wybrzeża Gdańsk. Od 27 maja 2014 roku do końca sezonu pełnił obowiązki trenera Unibaksu Toruń. 21 maja 2015 roku został ponownie szkoleniowcem gorzowskiej „Stali”, z którą w sezonie 2016 zdobył pierwszy w karierze trenerskiej – tytuł mistrza Polski.
W roku 2005 był także selekcjonerem reprezentacji Polski, z którą zdobył we Wrocławiu Drużynowy Puchar Świata.
Odznaczony Srebrnym (2017) i Złotym (2022) Krzyżem Zasługi.